# Roger Gilbert-Lecomte
Roger Lecomte (* 18. Mai 1907 in Reims; † 31. Dezember 1943 in Paris) war ein avantgardistischer französischer Dichter. Er nannte sich Roger Gilbert-Lecomte.

## Leben
Gilbert-Lecomte war einer der Gründer der Gruppe Le Grand Jeu und der 1928–1932 erschienenen gleichnamigen literarisch-philosophischen Zeitschrift.
Lecomte starb durch eine Tetanusinfektion aufgrund schmutziger Injektionsnadeln, im Zusammenhang mit seinen experimentellen Drogenerfahrungen. Er ist begraben in Reims.
Sein selbständiges Werk wurde lange Zeit allenfalls als Fußnote zur Geschichte des französischen Surrealismus wahrgenommen. In den letzten Jahren wird er wiederentdeckt und neu veröffentlicht, auch in englischen bzw. amerikanischen Übersetzungen.

## Werke (Auswahl)
- Beiträge in: Le Grand Jeu (Nr. 1–3) (1928–1930)
- Le Grand Jeu n° 1 à 4, 1928–1932. Editions Jean-Michel Place, Paris 1977. (Nr. 4 ist eine nachträgliche Zusammenstellung von Texten)
- La Vie, l’Amour, la Mort, Le Vide et le Vent. (1933)
- Le Miroir noir. (1937)
- Testament. (1955)
- Monsieur Morphée empoisonneur public. (1966, Neuauflage 2011)
- Arthur Rimbaud. (1971)
- Correspondance. (1971)
- Tétanos mystique. (1972)
- Œuvres complètes. (2 Bände, 1974–1977)
- Neuf haï kaï. (1977)
- Poèmes et chroniques retrouvés. (1982)
- Black Mirror. Selected Poems. (1991) (Zweisprachige Ausgabe französisch-englisch, mit Vorwort von Antonin Artaud)
- Mes chers petits éternels. (1992)
- Roger Gilbert-Lecomte, Léon Pierre-Quint: Correspondance 1927–1939. (2011)
- Le Grand Jeu. Eine Auswahl. Berlin 2012, ISBN 978-3-923211-13-5. (online (pdf))